# Abdallah Lahoucine
Abdallah Lahoucine (arabisch عبد الله الحسين, DMG ʿAbd Allāh al-Ḥusain; * 1935 in Imdaougal) ist ein ehemaliger marokkanischer Radrennfahrer.

## Sportliche Laufbahn
Lahoucine war Teilnehmer der Olympischen Sommerspiele 1960 in Rom und wurde im olympischen Straßenrennen als 57. klassiert. Im Mannschaftszeitfahren wurde sein Team in der Besetzung Mohamed El Gourch, Mohamed Ghandora, Abdallah Lahoucine und Ahmed Omar 19. des Wettbewerbs.
1961 bestritt er die Tour de l’Avenir und beendete das Etappenrennen auf dem 72. Rang der Gesamtwertung.